# Galuut
Le sum de Galuut (mongol : ᠭᠠᠯᠠᠭᠣᠲᠣ
ᠰᠤᠮᠤ, cyrillique : Галуут сум, MNS : Galuut sum) est situé dans l'aimag (ligue) de Bayankhongor, en Mongolie.